# 类漏斗蛛
类漏斗蛛（学名：Agelena similis）为漏斗蛛科漏斗蛛属的动物。在中国大陆，分布于四川、甘肃等地。